# Reichenauer Evangelistar (Leipzig)

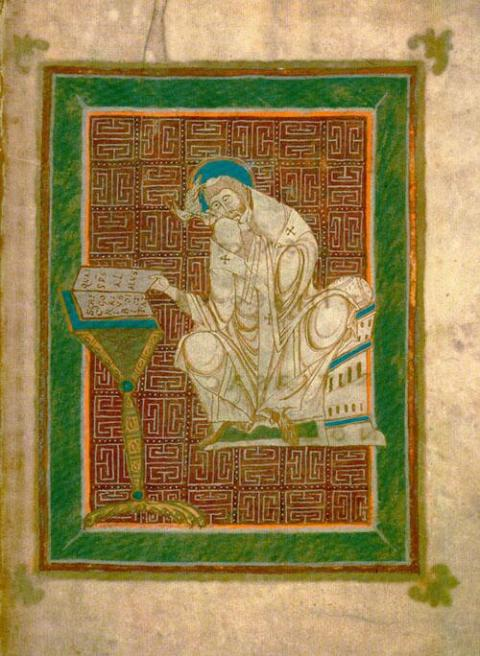
Gregor der Große

Das Reichenauer Evangelistar ist eine Pergamenthandschrift aus der Schreib- und Malschule des Klosters Reichenau. Das Evangelistar zählt zur sogenannten Eburnantgruppe und entstand um 970. Es gehört zu den Handschriftenbeständen der Stadtbibliothek Leipzig  (Signatur Ms. CXC), die sich als Depositum in der Universitätsbibliothek Leipzig befinden.
Die Handschrift umfasst 201 Blätter von 30,5 × 22,5 cm. Neben den ganzseitig gemalten, kunstvollen Initialen ist vor allem das Blau beeindruckend.
Der seines ehemaligen Metall- und Edelsteinschmucks beraubte Holzdeckel des Bucheinbandes trägt in seiner mittleren Vertiefung heute noch eine gut erhaltene byzantinische Elfenbeinschnitzerei aus dem elften Jahrhundert. 